# TSV Scharnhausen
Der Turn- und Sportverein Scharnhausen 1897 e. V. ist ein rund 1000 Mitglieder zählender Sportverein aus dem Ostfilderner Stadtteil Scharnhausen.

## Geschichte
Bekannt wurde der TSV Scharnhausen durch seine Handballabteilung, die als SG Stuttgart-Scharnhausen zwischen 1987 und 1990 und von 1991 bis 1993 in der 2. Handball-Bundesliga spielte, sowie in der Saison 1990/91 in der Handball-Bundesliga. In der Saison 1993/94 spielte der TSV eigenständig in der 1. Handball-Bundesliga, stieg aber wie bereits 1991 als SG Stuttgart-Scharnhausen direkt wieder ab. Von 1994 bis 1997 startete der TSV Scharnhausen in einer Spielgemeinschaft mit Frisch Auf Göppingen als SG Göppingen/Scharnhausen in der 2. Handball-Bundesliga. Seit 2007 tritt der TSV Scharnhausen mit dem TB Ruit als HSG Ostfildern an, die derzeit in der Regionalliga Baden-Württemberg spielt.
Im Jahr 2018 gründete der TSV Scharnhausen gemeinsam mit den Vereinen TSV Neuhausen und TB Ruit eine Jugend-Spielgemeinschaft unter dem Namen Jugendhandball-Akademie Neuhausen/Ostfildern (JANO Filder). Die U19 der JANO Filder qualifizierte sich in den Saisons 2018/2019 und 2023/24 für die A-Jugendbundesliga (JBLH) und auf Landesebene gewannen Mannschaften verschiedener Altersklassen diverse württembergische Titel.

## Persönlichkeiten
- Abdul Ahad Momand, ehemaliger Kampfpilot und Kosmonaut. Er war der erste Raumfahrer aus Afghanistan; 1988 verbrachte er mehrere Tage an Bord der sowjetischen Raumstation Mir. Lebt seit 1993 in Ostfildern und spielte zeitweise Volleyball beim TSV Scharnhausen.[4]
- Daniel Brack, Handballspieler beim Schweizer Klub HC KTV Altdorf, ehemals u. a. Füchse Berlin, spielte in seiner Jugendzeit beim TSV Scharnhausen
- Rolf Brack, Trainer des Handball-Bundesligisten HBW Balingen-Weilstetten, ehemals Trainer des TSV sowie der SG Göppingen/Scharnhausen
- Sergej Budanow, ehemaliger sowjetisch-ukrainischer Nationalspieler, Torschützenkönig der 2. Handball-Bundesliga 1991/92
- Markus Gaugisch, Trainer der deutschen Frauen-Nationalmannschaft, spielte in seiner Aktivenzeit für den TSV
- Klaus Hüppchen, ehemaliger Co-Trainer der Handball-Vereine VfL Pfullingen und TV Bittenfeld, spielte in seiner Aktivenzeit in Scharnhausen
- Josef Jakob, ehemaliger rumänischer Handballspieler, war von 1980 bis 1982 Trainer des TSV Scharnhausen
- Stefan Krebietke, ehemaliger Handballspieler u. a. bei TUSEM Essen, begann seine Profikarriere in Scharnhausen
- Velimir Petković, Trainer des Handball-Bundesligisten Frisch Auf Göppingen, war mit seiner ersten Station als Trainer in Deutschland beim TSV Scharnhausen

## Abteilungen
Der TSV Scharnhausen hat folgende Abteilungen:
- Budo (Judo und Karate)
- Fußball
- Fitness-, Freizeit- und Gesundheitssport
- Handball, Drittligameister, Aufstieg in die 2. Bundesliga 1987
- Ski
- Tennis
- Tischtennis
- Volleyball
- Walking Football[6][7]
- Squash